# Gare de Blanzy
Ne doit pas être confondu avec Gare de Blanzy-Poste.
La gare de Blanzy est une halte ferroviaire de la ligne du Coteau à Montchanin. Elle est située route de Mâcon sur le territoire de la commune de Blanzy dans le département de Saône-et-Loire, région Bourgogne-Franche-Comté en France.  
Mise en service en 1897 par la Compagnie des chemins de fer de Paris à Lyon et à la Méditerranée (PLM) qui la nomme successivement halte de Blanzy puis halte de Blanzy-Canal, est renommée gare de Blanzy  par la Société nationale des chemins de fer français (SNCF) après la fermeture aux voyageurs de l'ancienne gare de Blanzy PLM en 1997. Néanmoins c'est une halte voyageurs sans personnel, desservie par des trains régionaux TER Bourgogne-Franche-Comté.

## Situation ferroviaire
Établie à 296 mètres d'altitude, la gare de Blanzy est située au point kilométrique (PK) 98,436 de la ligne du Coteau à Montchanin, entre les gares de Montceau-les-Mines (ouverte) et de Blanzy-Poste(fermée).

## Histoire

### Halte de Blanzy
La « halte de Blanzy », est mise en service le 15 janvier 1897, elle est située « entre les gares de Blanzy et de Montceau-les-Mines, au service des voyageurs sans bagages et au transport des chiens avec billets ».

La halte de Blanzy vers 1900
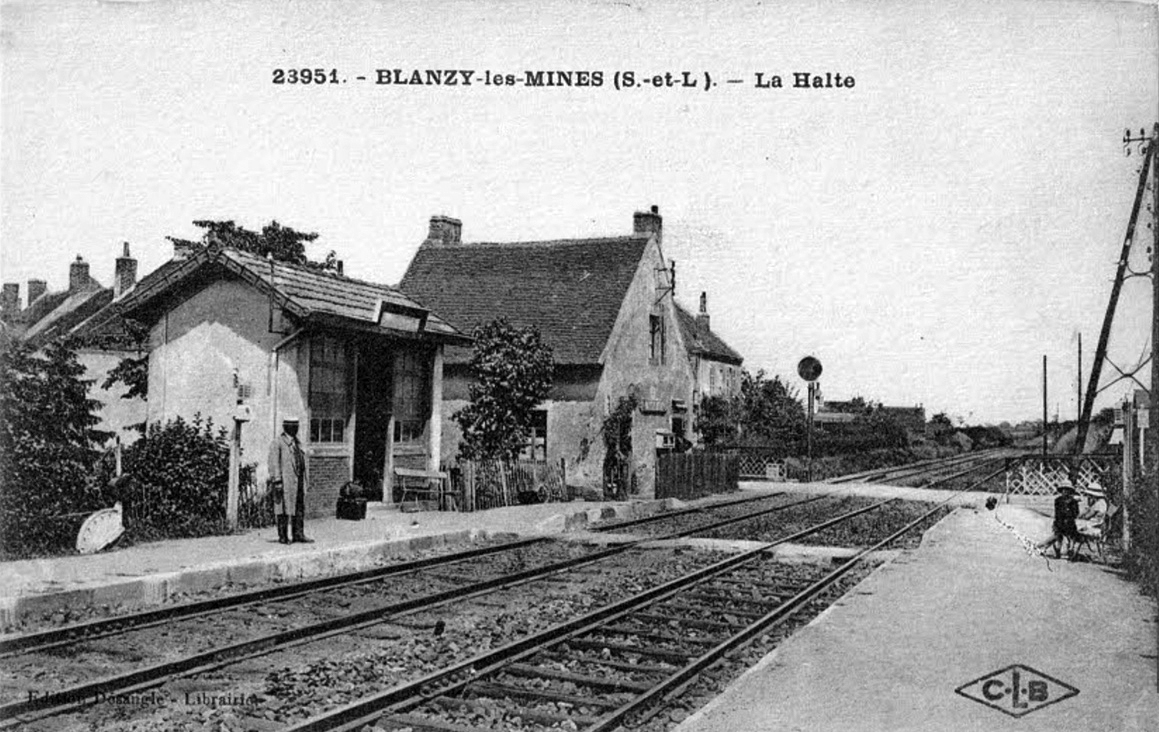
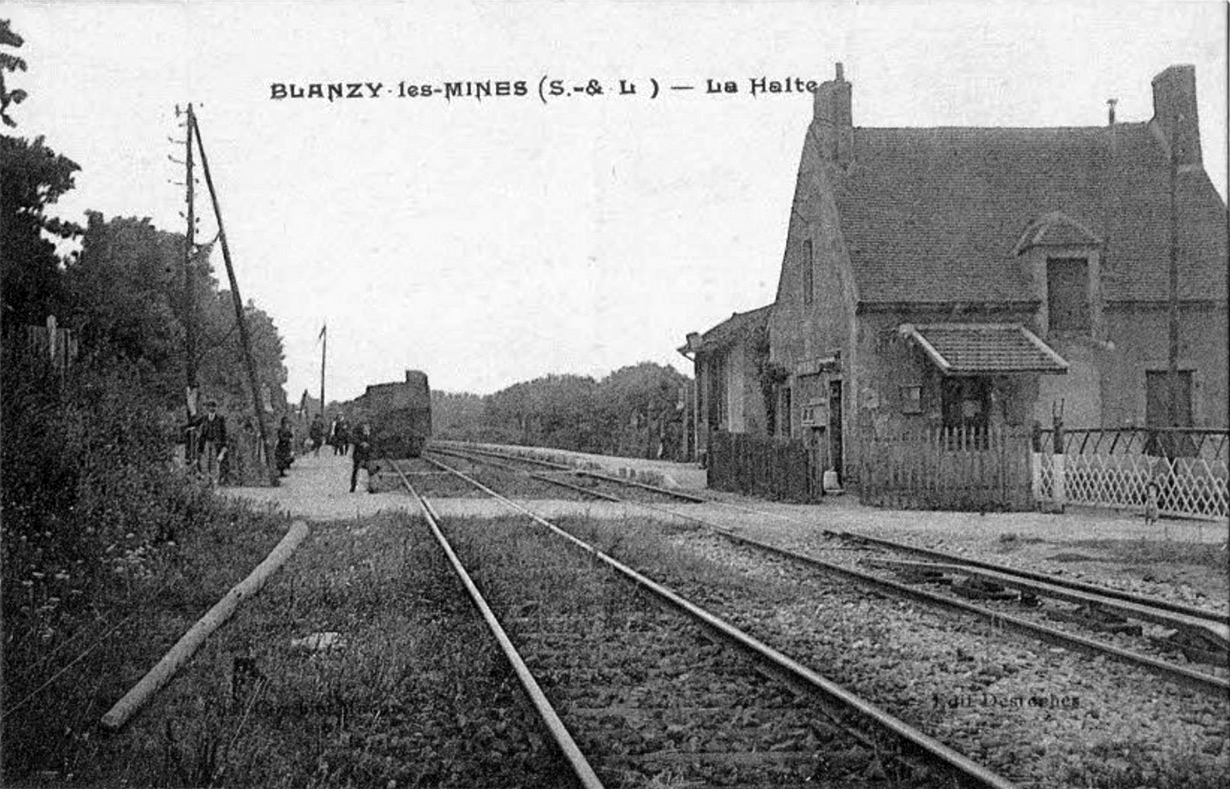
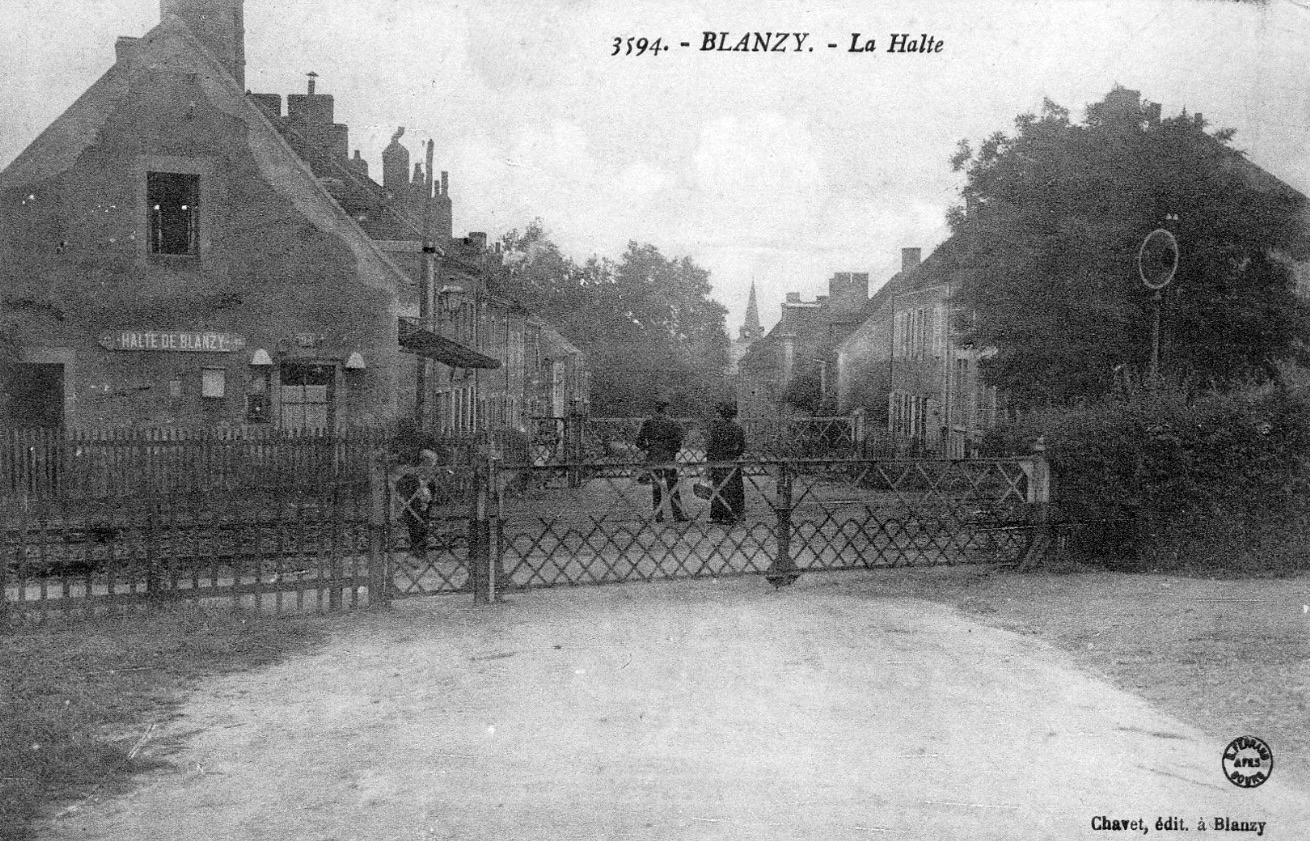

### Halte de Blanzy-Canal
En 1936, c'est à la halte, dite « halte de Blanzy-Canal », que l'on installe un éclairage électrique.

### Gare de Blanzy
Le 28 septembre 1997 la halte devient la seule gare voyageurs de la commune avec la fermeture à ce service de l'ancienne gare renommée gare de Blanzy-Poste qui n'a plus qu'une activité marchandises.

## Service des voyageurs

### Accueil
Halte SNCF, c'est un point d'arrêt non géré (PANG) à entrée libre. Elle dispose de deux quais situé de chaque côté du passage à niveau routier par lequel ont y accède<.

### Dessertes
Blanzy est desservie par des trains du réseau TER Bourgogne-Franche-Comté qui effectuent les relations :  - Paray-le-Monial et Montchanin (ou Dijon-Ville) - Moulins-sur-Allier,.